# Code des transports
Le Code des transports est un code juridique, promulgué en 2010, qui regroupe les dispositions juridiques relatives aux transports en France. Il ne doit pas être confondu avec certains ouvrages publiés antérieurement par des éditeurs privés sous même nom. 

## Fondement juridique
Le Code des transports a été créé par l'ordonnance no 2010-1307 du 28 octobre 2010 relative à la partie législative du code des transports, publiée au Journal officiel le 3 novembre (ainsi que le contenu du Code en annexe)  et entrée en vigueur le 1er décembre de la même année. Cette ordonnance a été prise sur le fondement de l'article 92 de la loi no 2009-526 du 12 mai 2009 de simplification et de clarification du droit et d'allègement des procédures, qui a accordé au gouvernement, en application de l'article 38 de la Constitution, une habilitation à publier ce code par ordonnance valable jusqu'au 12 novembre 2010, 

## Contenu
Le code des transports comporte plus de 2 200 articles dans sa partie législative. Il remplace de nombreuses dispositions présentes dans des codes et lois existants, notamment :
- la partie législative de quatre codes : 
  - code de l'aviation civile,
  - code du domaine public fluvial et de la navigation intérieure,
  - code des pensions de retraite des marins français du commerce, de la pêche et de la plaisance,
  - code des ports maritimes ;
- de nombreux textes législatifs relatifs aux transports, notamment la loi d'orientation des transports intérieurs (LOTI) du 30 décembre 1982.

Le code comprend une partie commune et cinq parties consacrées aux principaux secteurs du domaine des transports :
| Intitulé                                   | Numéro de partie | Articles              |
| ------------------------------------------ | ---------------- | --------------------- |
| Dispositions communes                      | première partie  | L. 1000-1 et suivants |
| Transport ferroviaire ou guidé             | deuxième partie  | L. 2000-1 et suivants |
| Transport routier                          | troisième partie | L. 3000-1 et suivants |
| Navigation intérieure et transport fluvial | quatrième partie | L. 4000-1 et suivants |
| Transport et navigation maritime           | cinquième partie | L. 5000-1 et suivants |
| Aviation civile                            | sixième partie   | L. 6000-1 et suivants |

Comme dans le code général des collectivités territoriales, les numéros d'articles, dans la version initiale du code, comportent cinq chiffres, le dernier étant précédé d'un tiret. Ainsi, l'article L. 4651-2 est le deuxième article du chapitre unique du titre V du livre VI de la quatrième partie du code. L'ajout ultérieur d'articles pourra nécessiter l'ajout de numéros supplémentaires (par exemple L. 4651-2-1).